# Frente Revolucionario Popular por la Liberación de Palestina
El Frente Revolucionario Popular por la Liberación de Palestina (en árabe الجبهة الشعبية الثورية لتحرير فلسطين) fue un grupo militante palestino de carácter radical. Surgió en febrero de 1972, luego de una ruptura en el Frente Popular para la Liberación de Palestina.

## Historia
El FPLP tuvo problemas de divisiones internas luego de la expulsión de las milicias palestinas de Jordania en 1971. Una corriente interna consideraba que los líderes del FPLP serían los responsables de la derrota. Se llamó al politburó del Partido de Acción Socialista Árabe para que mediara en el conflicto. Finalmente, el ala izquierdista se retiró y formó el "Frente Revolucionario Popular por la Liberación de Palestina". Su líder fue Abu Shibab, quien anteriormente era miembro del politburó del FPLP.
Alrededor de unos 150 militantes se unieron a la organización. El FRPLP nunca tuvo un papel destacado en el conflicto palestino. Se dice que en un principio habría recibido apoyo de Fatah.